# Alexandria (Missouri)
Alexandria est une ville du comté de Clark, dans le Missouri, aux États-Unis,. Située à l'est du comté, elle est fondée dans les années 1830.

## Démographie
Lors du recensement de 2010, la ville comptait une population de 159 habitants. Elle est estimée, en 2016, à 149 habitants.

## Source de la traduction
- (en) Cet article est partiellement ou en totalité issu de l’article de Wikipédia en anglais intitulé « Alexandria, Missouri » (voir la liste des auteurs).